# .bb
.bb (Barbados) é o código TLD (ccTLD) na Internet para Barbados.